# الفئات السوداء الخمس

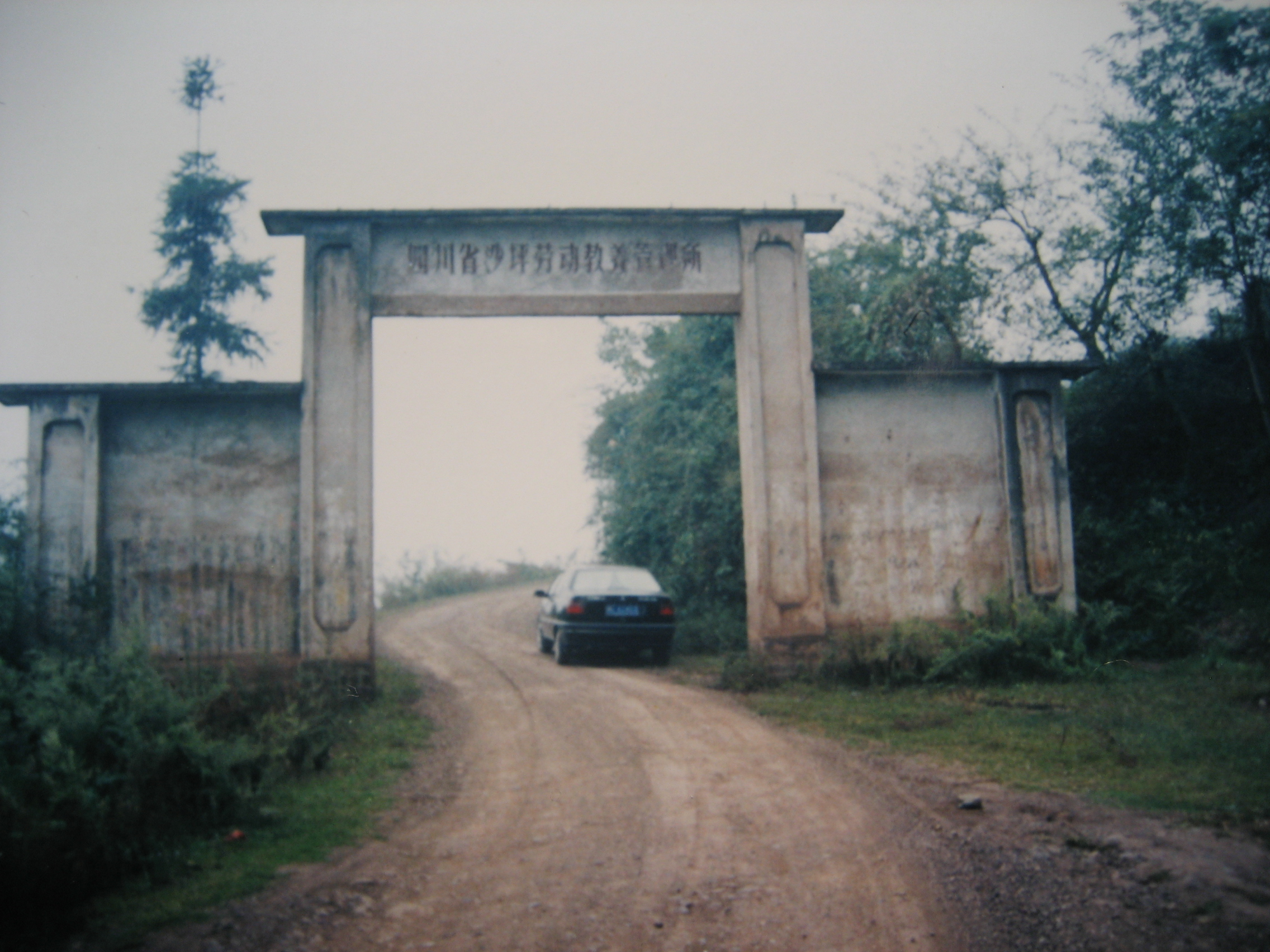
بوابة تشكيل معسكر العمل القسري في إيبيان، سلسلة جبال سيتشوان الألبية في إيبيان

الفئات السوداء الخمس خلال فترة الثورة الثقافية في الصين (1966-1976)، حدد ماو تسي تونغ الجماعات التي اعتبرها أعداء للثورة. أشارت العبارة الفئات السوداء الخمس (الصينية المبسطة: 黑 五类؛ الصينية التقليدية: 黑 五類؛ بينيين: Hēiwǔlèi) إلى الهويات السياسية الخمس التالية. كانت هذه المجموعات:
- الملاك.
- المزارعون الأغنياء.
- المعادون للثورة.
- المؤثرون السيئون.
- اليمينيون.

على العكس من ذلك صنف ماو تسي تونغ مجموعات من الناس مثل أعضاء الحزب الشيوعي الصيني والمزارعين الفقراء وعمال الطبقة الدنيا، ضمن خمس فئات حمراء. تم استخدام هذا التمييز الجديد بين الأحمر والأسود لإنشاء مجتمع قائم على هذه الحالة. تم فصل الأشخاص في الفئات السوداء الخمس عن بقية الشعب وانخرطوا في جلسات النضال والإذلال وإعادة التعليم والضرب والاضطهاد. اعتقد ماو أن إيذاء هؤلاء الناس وكذلك مجموعات أخرى من المواطنين مثل المعلمين والمثقفين وأعداء الحزب الشيوعي كان عنصرًا ضروريًا لبدء التغييرات في الثقافة الصينية التي كان يرغب فيها. كان يعتقد أن أولئك الذين وقعوا ضحية إما يستحقون ذلك أو يصبحون مواطنين أفضل نتيجة لذلك.
وفقًا لخطاب جيانغ تشينغ التي كانت زوجة زعيم الحزب ماو: «إذا ضرب الأشخاص الطيبون الأشرار، فهذا يخدمهم بشكل صحيح، إذا ضرب الأشرار الأشخاص الطيبين فإن الأشخاص الطيبين يحققون المجد، إذا انتصر الأخيار هو سوء تفاهم، فبدون الضرب لا تتعرف عليهم ومن ثم لم تعد بحاجة إلى ضربهم».
تم التمييز ضد أعضاء الطبقات السوداء بشكل منهجي، حيث يمكن أن يؤثر تصنيف الفرد على فرص العمل والتوقعات المهنية وحتى فرص الزواج. يمكن أن ينتقل هذا أيضًا إلى أطفالهم. مع مرور الوقت أدى ذلك إلى وجود طبقة دنيا كضحية، تم التعامل معها كما لو كانت لا تزال تتكون من أشخاص أقوياء ومسيطرين.